# Diandra
Diandra Danielle Flores, conosciuta semplicemente come Diandra (Hyvinkää, 12 agosto 1994), è una cantante finlandese, famosa per aver vinto la sesta edizione del format televisivo finlandese Idols nel 2012.
Suo padre proviene dal Cile e sua madre è finlandese.
Diandra soffre di sinestesia, condizione che porta le persone alla "contaminazione" dei sensi nella percezione, come ad esempio vedere o a toccare la musica.

## Carriera
Nell'autunno del 2004, quando aveva solo 10 anni, Diandra vinse Staraoke, una competizione canora finlandese per bambini. Nel 2012 prese parte e vinse la sesta edizione del format televisivo finlandese Idols. In seguito Diandra firmò un contratto con la Universal Music Finland e pubblicò il suo singolo di debutto, Onko Marsissa lunta?, seguito dai singoli Outta My Head e Prinsessalle.
Il suo album di debutto, Outta My Head fu pubblicato il 6 luglio 2012, due mesi dopo aver vinto Idols. In Outta My Head la cantante ha inciso diverse cover, oltre a canzoni proprie scritte sia in finlandese sia in inglese.
Nel 2013 Diandra partecipò con il brano Colliding Into You a Uuden Musiikin Kilpailu, competizione canora che permette al vincitore di partecipare all'Eurovision Song Contest, arrivando seconda, battuta da Marry Me di Krista Siegfrids.
Nel 2014 pubblicò il singolo Paha poika che raggiunge la vetta delle classifiche, anticipando così l'uscita del secondo album, Dynamiittii, pubblicato il 24 ottobre 2014. Dall'album è stato successivamente estratto un altro singolo, Onni on il 22 settembre 2014.

## Discografia
- 2012 - Outta My Head
- 2014 - Dynamiittii